# Kipsikis
Le kipsikis (ou kipsigis, lumbwa pour les peuples voisins) est une langue nilo-saharienne de la branche des langues nilotiques parlée dans l'Ouest du Kenya, essentiellement dans le du district de Kericho.

## Ethnie
Les Kipsikis s'auto-désignent par le nom de [kɪpsɪkɪ́ːs] ou [kɪpsɪkɪːsyɛ́k], au singulier, [kipsikisiːn] ou [kpsikisiːntet]. La langue est appelée [kɪpsɪkɪːs]. Les Kipsikis forment le groupe de Kalenjins le plus nombreux.

## Classification
Le kipsikis est une des langues parlées par les Kalenjins, et fait partie d'un sous-groupe où l'on trouve également le nandi et le markweta. Ces langues et dialectes forment, avec le datooga et l'omotik (en), le sous-groupe des langues nilotiques méridionales, rattaché aux langues soudaniques orientales.

## Phonologie
Les tableaux présentent les voyelles et les consonnes du kipsikis.

### Voyelles
|         | Antérieure  | Centrale    | Postérieure |
| ------- | ----------- | ----------- | ----------- |
| Fermée  | i [i] ɪ [ɪ] |             | ʊ [ʊ] u [u] |
| Moyenne | e [e] [ɛ]   |             | ɔ [ɔ] o [o] |
| Ouverte |             | a [a] ɑ [ɑ] |             |

À cet inventaire s'ajoutent les dix voyelles longues. 

### Deux types de voyelles
Le kipsikis différencie les voyelles selon leur lieu d'articulation. Elles sont soit prononcées avec l'avancement de la racine de la langue, soit avec la rétraction de la racine de la langue.

Les voyelles avec avancement de la racine de la langue sont [i], [e], [o], [a], [u], ainsi que les longues correspondantes. 
Les voyelles avec rétraction de la racine de la langue sont [ɪ], [ɛ], [ɔ], [ɑ], [ʊ], avec les voyelles longues.

### Consonnes
|               |               | Bilabiale | Alvéolaire | Palatale | Vélaire |
| ------------- | ------------- | --------- | ---------- | -------- | ------- |
| Occlusives    | Occlusives    | p [p]     | t [t]      |          | k [k]   |
| Fricative     | Fricative     |           | s [s]      |          |         |
| Affriquées    | Affriquées    |           |            | c [t͡ʃ]   |         |
| Nasale        | Nasale        | m [m]     | n [n]      | ɲ [ɲ]    | ŋ [ŋ]   |
| liquide       | liquide       |           | l [l]      |          |         |
| Roulée        | Roulée        |           | r [r]      |          |         |
| Semi-voyelles | Semi-voyelles | w [w]     |            | y [j]    |         |

Les occlusives [t] et [k] sont généralement réalisée longues, [tː] et [kː], entre deux voyelles et en finale. A l'intervocalique, [k] est spirantisée et devient [ɣː].

### Une langue tonale
Le kipsikis est une langue tonale.

## Sources
- (en) Prisca Jerono, Hillary Sang, Andrew Chelimo et Jane Akinyi Ngala Oduor, A unified orthography for Kalenjin languages of Kenya (Keiyo, Kipsigis, Marakwet, Nandi, Pokot, Sabaot, Tugen), Cape Town, Centre for Advanced Studies of African Societies (CASAS), 2014
- (de) Franz Rottland, Die südnilotischen Sprachen. Beschreibung, Vergleichung und Rekonstruktion, Berlin, Dietrich Reimer Verlag, coll. « Kölner Beiträge zur Afrikanistik » (no 7), 1982 (ISBN 3-496-00162-3)